# Hongkong Hotel
Le Hongkong Hotel (香港大酒店) est le premier hôtel de luxe de Hong Kong inspiré des somptueux hôtels londoniens. Il ouvre ses portes sur Pedder Street (en) et Queen's Road (en) en 1868, s'étendant plus tard sur le front de mer de Victoria Harbour dans la ville de Victoria en 1893.
Victime d'un incendie dans les années 1920, il est partiellement démoli en 1952.

## Histoire
L'hôtel d'origine se trouve à peu près sur le site de l'actuel Central Building (en) sur Queen's Road et Pedder Street. Il appartient à la Hongkong Hotel Company, qui devient plus tard la compagnie Hongkong and Shanghai Hotels (en), propriétaire actuel de la chaîne Peninsula Hotels.
À la fin des années 1880, l'extension de l'aile nord de cinq étages est construite sur le front de mer, avec des entrées sur Pedder Street, Queen's Road et Praya Central (actuelle Des Voeux Road (en)). En concurrence à tous égards avec le Peak Hotel, propriété de la Star Ferry Company, la direction organise un lancement spécial pour accueillir les passagers arrivant sur les bateaux à vapeur de la P&O et les convoyer directement vers la jetée de l'hôtel.
Une boutique Kuhn & Komor (en) est située au rez-de-chaussée de l'hôtel, le long de Queen's Road.
Après l'incendie de l'aile nord en 1929, la partie d'origine de l'hôtel, en particulier le grand restaurant Gripps, continue à être populaire auprès du public, mais l'hôtel ferme finalement ses portes en 1952. Le bâtiment de l'hôtel est acheté par le propriétaire du vainqueur du derby de Hong Kong (en) de 1949 et investisseur principal d'une société qui est ensuite rebaptisée Central Development Limited. Une rénovation importante est effectuée, mais la partie qui abritait autrefois le populaire restaurant Gripps est démolie. En 1958, le Central Building ouvre ses portes en tant qu'immeuble de commerces et de bureaux moderne, tel qu'il est encore aujourd'hui.

## L'aile nord
L'aile nord de cinq étages de l'hôtel faisant face au front de mer ouvre ses portes en 1893. Elle remplace le Melcher's Building, qui lui-même appartenait autrefois à Dent & Co. (en), où se trouvait l'aile ouest de son siège social nommé « Princely hong ».
L'aile nord de l'hôtel est victime d'un incendie le jour du Nouvel An 1926 et en 1928, le site est acquis par Hongkong Land et Gloucester Tower est construite en 1932. Elle est réaménagée pour être incorporée dans le complexe commercial Landmark en 1979.